# CeBIT
CeBIT (съкр. от немски: Centrum der Büro- und Informationstechnik – Център за офисни и информационни технологии) в миналото е била най-голямото световно изложение, посветено на телекомуникационните и информационни технологии.
Провежда се е всяка пролет в Хановер от компанията Deutsche Messe AG в началото на март. Тогава представлява индикатор в сферата на информационните технологии.
Заема площ от 450 000 m² и привлича до 850 000 посетители. По посещаемост превъзхожда COMPUTEX и вече спряното COMDEX.
През 2018 г. е проведена смяна на концепцията и на фирмения стил. Организаторите използват названието New Cebit. Изложбата се пренася през летния период – от 11 до 15 юни.
През ноември 2018 г. се обявява, че изложбата се закрива поради ниска посещаемост и намален интерес от страна на фирмите изложители.